# Gangsterfilmen
Gangsterfilmen är en svensk långfilm från i regi av Lars G. Thelestam 1974.
Filmen producerades av Bengt Forslund och för manus stod Max Lundgren och Thelestam. Lundgrens roman Gangsterboken var förlaga till filmen. Den hade premiär den 28 oktober 1974 och var tillåten från 15 år.
1975 återutgavs filmen under namnet En främling steg av tåget.

## Inspelning
Filmen spelades in mellan den 14 mars och 19 juni 1974 i AB Svenska Ords Filmgård, Tomelilla och i Åhus, Kristianstads kommun.

## Rollista
- Clu Gulager - Glenn Mortenson
- Ernst Günther - Anders Andersson, polismästare i Vitaby
- Per Oscarsson - Johan Gustavsson, jur. stud., skrivbiträde på polisstationen
- Anne-Lise Gabold - Maria, barnhemsföreståndarinna
- Ulla Sjöblom - Kristina Nordbäck, städerska på polisstationen
- Gudrun Brost - Anna Nilsson
- Carl-Axel Heiknert - Nils Nilsson, Mortensons närmaste man, Annas son
- Peter Lindgren - Hans Nilsson, "Fyllehunnen", diversearbetare, Nils bror
- Gunnar Olsson - Karl, gammal revolutionär
- Inga Tidblad - majorskan
- Edvin Lundgren - Folke, pojke från barnhemmet
- Hans Alfredson - biljardhallsföreståndaren
- Lou Castel - Simon, Karls sonson, Marias fästman
- Gunnar Ossiander - målaren
- Tor-Ivan Odulf - Bror Nilsson, bror till Hans och Nils, debil
- Elina Salo - biträdet i tobaksaffären
- Marvin Yxner - Svensson, polisbiträde
- August Carlsson - Annas make
- Ingvar Ernblad - TV-reportern
- John Henry - Jim Harry, Mortensons livvakt
- Cecilia Persson - flickan som våldtas av Mortenson
- Mikael Stridh - gängledare

## Priser och utmärkelser
- 1975 - Svenska Filminstitutets kvalitetsbidrag
- 1976 - Jussistatyetten

### Fotnoter
1. 1 2 3 4  ”Gangsterfilmen”. Svensk Filmdatabas. http://sfi.se/sv/svensk-filmdatabas/Item/?itemid=4933&type=MOVIE&iv=Basic&ref=/templates/SwedishFilmSearchResult.aspx?id%3d1225%26epslanguage%3dsv%26searchword%3dgangsterfilmen%26type%3dMovieTitle%26match%3dBegin%26page%3d1%26prom%3dFalse. Läst 9 augusti 2012.